# Kayliah
 (février 2013).
Si vous disposez d'ouvrages ou d'articles de référence ou si vous connaissez des sites web de qualité traitant du thème abordé ici, merci de compléter l'article en donnant les références utiles à sa vérifiabilité et en les liant à la section « Notes et références ».
Kayliah, née le 2 juillet 1981 à Créteil (Val-de-Marne), est une chanteuse de R'n'B, de hip-hop et de soul française .

## Biographie
Issue d'une famille de musiciens, Kayliah, de son vrai nom Karine Bordy, compose écrit et interprète depuis son plus jeune âge. Originaire de la Guadeloupe, elle écrit un premier album à l'âge 17 ans et devient mère d'une petite fille à 20 ans. Elle commence à se faire connaître en 2002 grâce à Ouvre les yeux avec Wallen. Elle collabore avec Rohff, Pit Baccardi ou encore Eloquence, ainsi qu'à la BO de Taxi 3, de Ong Bak, Banlieue 13 et de la version française du film Coach Carter. 
En 2005, elle sort son premier album édité chez Hostile Records (EMI) On a tous besoin de croire, produit par Medeline, DJ Mouss, Niro ou encore Street Fabulous. 
Longtemps limitée au rôle d'invitée avec de nombreux singles à son actif, elle livre en 2007 son second album Caractère, avec des thèmes engagés, toujours produit par Street Fabulous, mais aussi Boulawan, DJ Nabil, Spike Miller et Player One. 
En 2009 elle interprète un titre avec Admiral T, Bouge, sur la compilation Good Time.
En 2010, Kayliah signe des collaborations avec Mac Tyer : "Tout est fini", TLF "Message du caractère", Axel Tony "Pourquoi revenir maintenant".

## Discographie

### Singles
- 2005 : Belly dance
- 2005 : Quand une fille est love
- 2006 : Les Choses Essentielles
- 2007 : L'hymne du ghetto
- 2007 : Caractère
- 2007 : Le test

### Collaborations
- 2002 : Qui est l'exemple Feat. Rohff
- 2002 : Ouvre les yeux Feat. Wallen
- 2002 : Dernière Fois Feat. Busta Flex
- 2003 : Match nul Feat. Eloquence (B.O Taxi 3)
- 2003 : Vis A Fond Feat. Serum
- 2003 : Désillusion Feat. Pit Baccardi (Compilation Don't Sleep 2 par DJ Djel & DJ Soon)
- 2004 : J'ai tout misé Feat. DJ Abdel
- 2004 : Ntya Feat Mohamed Lamine (Compilation Raï'n'b Fever par Kore (producteur) & Skalpovich)
- 2008 : Te Quiero Feat Amine (chanteur) (Compilation Raï'n'b Fever 3 par Kore (producteur) & Bellek)
- 2009 : Comme tu es Feat. Dry
- 2010 : Tout est fini Feat. Mac Tyer
- 2010 : Message du caractère Feat. TLF
- 2011 : Pourquoi revenir maintenant Feat. Axel Tony

### Clips
- 2002 : Qui est l'exemple ?  avec Rohff de Eric Mulet
- 2003 : Match nul  avec Éloquence sur la BO du film Taxi 3 de Raphael IV
- 2005 : Belly Dance  avec Pegguy Tabu, de John Gabriel Biggs (à noter les débuts à l'écran de François-Xavier Demaison en homme de ménage)
- 2005 : Quand une fille est love  de Karim Ouaret
- 2007 : Caractère  de John Gabriel Biggs
- 2007 : Le test  de John Gabriel Biggs
- 2010 : Message du caractère avec TLF
- 2011 : Pourquoi revenir maintenant avec Axel Tony